# IC 1418
IC 1418 ist eine Galaxie im Sternbild Pegasus am Nordsternhimmel. Sie ist schätzungsweise 380 Mio. Lichtjahre von der Milchstraße entfernt und hat einen Durchmesser von etwa 100.000 Lj.
Im selben Himmelsareal befindet sich u. a. die Galaxie IC 1423.
Das Objekt wurde am 9. Oktober 1891 von Stéphane Javelle entdeckt.